# Musée d’Art et d’Industrie Paul Charnoz
Das Musée d’Art et d’Industrie Paul Charnoz ist ein Industriemuseum in Paray-le-Monial im französischen Département Saône-et-Loire. Es erinnert an die Tradition der Keramikherstellung in der Stadt.

## Geschichte
Paul Charnoz (* 1845), ein ehemaliger leitender Angestellter in der Fabrik der Gebr. Boch in Dresden und ab 1872 Leiter der Boch-Niederlassung in Louvroil, erwarb in den 1870er Jahren ein Grundstück in Paray-le-Monial zwischen der Bahntrasse und dem Canal du Centre und gründete dort 1877 ein eigenes Werk für Industrie- und Dekorationskeramik. Die Firma Paul Charnoz & Cie erlangte bald überregionale Bedeutung und wurde auf der Pariser Weltausstellung von 1889 für ein Keramikfresko mit einer Goldmedaille ausgezeichnet. Dennoch geriet der Betrieb bald darauf in wirtschaftliche Schwierigkeiten. 1890 meldete er Konkurs an. Zur Fortführung wurde 1891 unter Beteiligung anderer größerer Keramikhersteller wie Eduard Jaunez, dessen Schwager Paul de Geiger und Hippolyte Boulenger die Société Anonyme des Carrelages Céramiques de Paray-le-Monial als Aktiengesellschaft gegründet. Charnoz blieb bis 1901 deren Direktor. 1900 nahm die Firma mit einer 120 m² großen Rosette wieder an der Pariser Weltausstellung teil und wurde außer Konkurrenz erneut ausgezeichnet.
Die Produktion wurde erst 2005 eingestellt. 2012 wurden die Werksgebäude größtenteils abgebrochen.

## Museum
1993 gründeten ehemalige Mitarbeiter das Musée Paul Charnoz und einen Museumsverein, der die materielle und archivalische Überlieferung des Unternehmens bewahrt. Erhalten sind unter anderem die beiden Ausstellungsstücke der Pariser Weltausstellungen, die heute in der großen Halle des Museums gezeigt werden. Sie sind seit Januar 2019 als Monument historique klassifiziert.
Im Übrigen dokumentiert das Museum die Geschichte der Keramikfabrik und ihrer Produktionstechnik und zeigt ausgewählte Keramikprodukte. Im Sommer finden jährlich Sonderausstellungen statt.